# Deep Sengupta
Deep Sengupta (ur. 30 czerwca 1988 w Chakradharpurze) – indyjski szachista, arcymistrz od 2010 roku.

## Kariera szachowa
Wielokrotnie reprezentował Indie na mistrzostwach świata i Azji juniorów w różnych kategoriach wiekowych, największy sukces odnosząc w 2000 r. w Oropesa del Mar, gdzie zdobył tytuł mistrza świata juniorów do 12 lat. W latach 2002 i 2003 dwukrotnie uczestniczył w olimpiadach juniorów (do 16 lat), w 2003 r. zdobywając w Denizli brązowy medal. W 2004 r. podczas mistrzostw świata juniorów do 20 lat w Koczin wypełnił pierwszą normę na tytuł arcymistrza, zdobył również tytuł mistrza Indii juniorów, sukces ten powtarzając w 2005 roku. W 2007 r. zwyciężył (wspólnie z Erwinem l'Amim i Erikiem van den Doelem) w turnieju Dutch Open w Dieren. W 2009 r. podzielił I m. w Retimnie (wspólnie z m.in. Elshanem Moradiabadim i Dmitrijem Swietuszkinem) oraz w Canberze (wspólnie z Gawainem Jonesem i Deepanem Chakkravarthym, turniej Doeberl Cup Premier), wypełniając drugą arcymistrzowską normę. Trzecią normę zdobył w 2010 r. w Cannes (dz. I m. wspólnie z m.in. Tigranem Gharamjanem i Wadymem Małachatko), zwyciężył również w kolejnych otwartych turniejach, rozegranych w Rochefort oraz Vaujany. Na przełomie 2010 i 2011 r. podzielił I m. (wspólnie z Arghyadipem Dasem) w tradycyjnym turnieju w Hastings. W 2011 r. zwyciężył (wspólnie ze Stewartem Haslingerem) w Sewilli. W 2014 r. zwyciężył w mistrzostwach Wspólnoty Narodów, podzielił I m. (wspólnie z Wiaczesławem Ikonnikowem) w Dieren oraz zdobył w Kottayam srebrny medal indywidualnych mistrzostw Indii.
Najwyższy ranking w dotychczasowej karierze osiągnął 1 lipca 2017 r., z wynikiem 2596 punktów.